# 天皇陛下御在位六十年記念硬貨
天皇陛下御在位六十年記念硬貨（てんのうへいかございいろくじゅうねんきねんこうか）は、昭和天皇の在位60年を記念して、1986年（昭和61年）（一部は1987年（昭和62年））に日本で発行された記念硬貨である。臨時補助貨幣でもある。10万円金貨、1万円銀貨、500円白銅貨が発行された。
横書きでは天皇陛下御在位60年記念硬貨とも。本稿でも以下では主に算用数字を使う。

## 種類
|          | 金貨                        | 金貨                       | 銀貨                        | 白銅貨                      |
| -------- | --------------------------- | -------------------------- | --------------------------- | --------------------------- |
| 額面     | 10万円                      | 10万円                     | 1万円                       | 500円                       |
| 素材     | 純金 （.9999）              | 純金 （.9999）             | 純銀（.999）                | 白銅（Cu.75:Ni.25）         |
| 質量     | 20グラム                    | 20グラム                   | 20グラム                    | 13グラム                    |
| 直径     | 30ミリメートル              | 30ミリメートル             | 35ミリメートル              | 30ミリメートル              |
| 周囲     | ギザあり                    | ギザあり                   | ギザあり                    | ギザあり                    |
| 年銘     | 昭和61年                    | 昭和62年                   | 昭和61年                    | 昭和61年                    |
| 発行日   | 1986年（昭和61年） 11月10日 | 1987年（昭和62年） 5月13日 | 1986年（昭和61年） 11月10日 | 1986年（昭和61年） 10月21日 |
| 発行枚数 | 1000万枚                    | 100万枚                    | 1000万枚                    | 5000万枚                    |
| 表       | 鳩と水                      | 鳩と水                     | 日の出と瑞鳥                | 紫宸殿（即位の場）          |
| 裏       | 菊花紋章                    | 菊花紋章                   | 菊花紋章                    | 菊花紋章                    |

## 概要
10万円金貨は、日本で初めて発行された記念金貨、および初の1万円を超える額面の貨幣であり、かつ第二次世界大戦後初の金貨である。また金貨・銀貨ともに、初めて1000円を超える額面の硬貨である。昭和天皇の在位50年の際には100円白銅貨が発行されたのみであったが、これ以降は天皇の即位や10年毎の在位の節目などを記念する金銀貨がたびたび発行されていく。
1985年（昭和60年）11月18日、第3次中曽根内閣の大蔵大臣であった竹下登が、昭和天皇の在位60年を祝うために金貨を発行する方針を発表した。この背景には次年度の財源確保のためと、貿易摩擦が深刻であったアメリカから金貨鋳造に使用する大量の金（223トン）を購入することでこれを緩和しようとの思惑があった。そのため当局は10万円金貨、1万円銀貨、500円白銅貨を大量に発行することになった。
特に10万円金貨は1000万枚と発行総額は1兆円にも上った。金貨1枚あたり金を20グラム使用していたが、当時の素材の価値が1グラムあたり1900円であり、製造費込みでも半分以下の原価にすぎなかった。従来発行された記念硬貨同様、法定通貨ではあるものの殆どは退蔵され、通貨としては流通しないと見込まれたことから、その差益5500億円が国庫に入る見込みであるとされた。
金貨兌換制度が廃止された後の世界では、特に発行限度を絞らず地金価格に連動する市場相場で販売される地金型金貨と、地金価格を大きく上回る価格で販売されるが発行数を絞って希少価値を持たせる収集型金貨が存在するが、いずれも額面は発売価格を下回っており、大量発行され額面価格で市中に引き渡されたこの金貨はいずれの類型にも分類し難いものであった。これは当時の硬貨発行の根拠法である臨時通貨法に基づいて発行された臨時補助貨幣であり、「通貨型金貨」として金融機関で両替という形式で公布されたものであった。
当時の臨時補助貨幣の額面の上限は500円であったため、1964年（昭和39年）のオリンピック東京大会記念千円銀貨発行の際と同様に、特別法として「天皇陛下御在位六十年記念のための十万円及び一万円の臨時補助貨幣の発行に関する法律」が制定され、金銀貨発行の根拠とされた。
それまで近代日本では、天皇の肖像のみならず人物の肖像を硬貨に用いた例がなかったが、10万円金貨のデザインとして、昭和天皇の肖像を用いる図案も最後まで検討された。しかし結局は日本画家平山郁夫による瑞祥画が採用された。金貨は品位.9999 の純金であり、金貨・銀貨はプラスチックのパッケージに入れたまま両替されることとされた。発行日は1986年（昭和61年）11月10日とされた。
金融機関窓口での引き換え以前から話題に上り、金貨・銀貨に対しては抽選券まで発行され、抽選券配布日には人が殺到し一部では抽選券が高値で取引される。この状況を見て、関係筋から追加発行の意向が漏らされ報道された。しかし、引き換え当日は打って変わり、記念貨幣への両替に訪れる人もまばらであった。金貨は最終的に910万枚が市中に出回り、未引換の90万枚については鋳潰された。追加発行について、当初は初発行分と同じ「昭和61年」銘のものを数百万枚発行する案も出たが、結局翌年に「昭和62年」銘の金貨が100万枚発行された。追加発行分の一部はプルーフ貨幣としてプレミアム付き価格で発売され、これは日本初の一般販売向けプルーフ金貨となる。

## 金貨大量偽造事件
1990年（平成2年）1月29日、在位60年金貨の大量偽造が発覚した。偽造された金貨の枚数は10万7946枚に上り、額面が10万円であったため被害額は107億9460万円という巨額であった。

### 発覚
1990年（平成2年）1月29日、日本国内最大手の貨幣商がスイスから輸入した10万円金貨1000枚を東京の都市銀行に預けた。チェックをしていた銀行員が内1枚の包装に違和感を覚えた。連絡して日本銀行および警視庁科学捜査研究所で鑑定すると1000枚全てが偽造金貨だと判明。調査で偽造金貨が2年前から日本に流入していた事、確認された偽造金貨10万7946枚のうち、8万5647枚が日本銀行に還流していたと判明した。本物の金貨から鋳型をとって鋳造する事が出来た。発行当時に比べ為替レートが円高になっており、日本国外で購入した者が円高差益（額面保障のため、額面で日本に輸出しても為替差益を得られる）を狙って売り出していると見られた。そのため、大量に偽造が出来、不審に思われなかった。

### 真相
これら大量の金貨を日本に輸出したのはスイスの貨幣商の男性であったが、その背景には国際的偽造グループが介在していた可能性が高い。しかし偽造グループは特定されず、日本円で約60億円という高額な金銭を懐に入れて消えてしまった。
なお、証拠品の偽造金貨は表面を圧延の上で、地金として関係者に返還された。

### 影響
その後、日本で発行された記念金貨については様々な偽造防止対策がなされるようになった。また近年では、偽造された金貨のように額面保証型のものから、金の地金価格をはるかに超える価格で販売されるが、その代わり額面をそれより低くする収集型金貨の形式で発行されるようになった。

## 銀貨偽造事件
2013年（平成25年）12月3日、財務省は、偽造らしき在位60年銀貨が11月14日に外国郵便の中から46枚発見され、造幣局に偽物と鑑定されたと発表した。
日本銀行は12月20日、日銀および取引先の金融機関で約100枚の偽造銀貨が見つかったと発表した。